# نباتات وعائية
النباتات الوعائية أو نباتات قنوية هي مجموعة نباتية تتضمن جميع النباتات التي تحتوي نسيج وعائي مسؤول عن نقل السوائل ضمن النبات. توجد ضمن هذه المجموعة: السراخس ferns، الحزازيات القلبية clubmosses، نبات ذيل الحصان horsetails، النباتات المزهرة flowering plants, المخروطيات conifers، و عاريات بذور, ومغطاة البذور gymnosperms أخرى.
تسمى النباتات الوعائية التي تتكاثر بوساطة الأبواغ النباتات اللابذرية مثل السرخسيات ومثلها الخنشار أما النباتات البذرية فهي التي تتكاثر -بشكل عام - بوساطة البذور

## تصنيف
تبدأ الفترة الحديثة من فترات تصنيف النباتات الوعائية في عهد كارولوس لينيوس، الذي نشر في عام 1753م كتابه عن الأنواع النباتية، ثم في عام 1767م نشر كتابه عن نظام التصنيف الطبيعي، وفي تلخيص لينيوس لآرائه يقول: "إن النباتات الوعائية لها السيادة في عالم النبات، لأن من بين أقسام النباتات الأساسية الأربعة والعشرين لا يوجد سوى قسم واحد فقط يضم جميع النباتات اللاوعائية بينما الأقسام الثلاثة والعشرين الأخرى كلها من نباتات وعائية، وأطلق كارولوس لينيوس على قسم النباتات اللاوعائية أم النباتات ذوات التزواج الخبئ، ويعتبر هنا لينيس نباتات ذوات أعضاء تكاثرية تتعذر رؤيتها بالعين المجردة، وتكاثرها الجنسي خبئ، وعلى النقيض من ذلك أطلق لينيوس على نباتات الأقسام الثلاثة والعشرين الأخرى اسم النباتات ذوات التزواج الظاهر، وهو نفس الاسم الذي استعمله من سبقه من العلماء، وسميت كذلك لأن لها أزهاراً واضحة وأعضاء جنسية يمكن رؤيتها بالعين المجردة، تتمثل في الأسدية والكرابل وفي الفترة التي انقضت بعد عهد لينيوس تم تفتيت ذلك القسم الذي أطلق عليه اسم النباتات ذوات التزواج الخبئ إلى عدة أقسام ثانوية، منها السراخس والنباتات شبه السرخسية والحزازيات القائمة والحزازيات المنبطحة والطحالب والفطريات وبالإضافة إلى ذلك تبين أن التكاثرالجنسي في هذه النباتات ليس مختبئا ولا غامضا كما يظن من قبل.

## صور

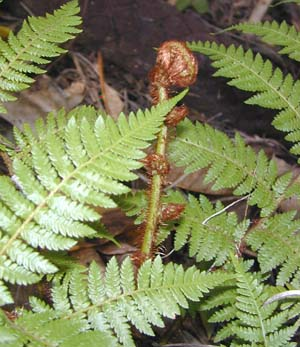
سرخسيات
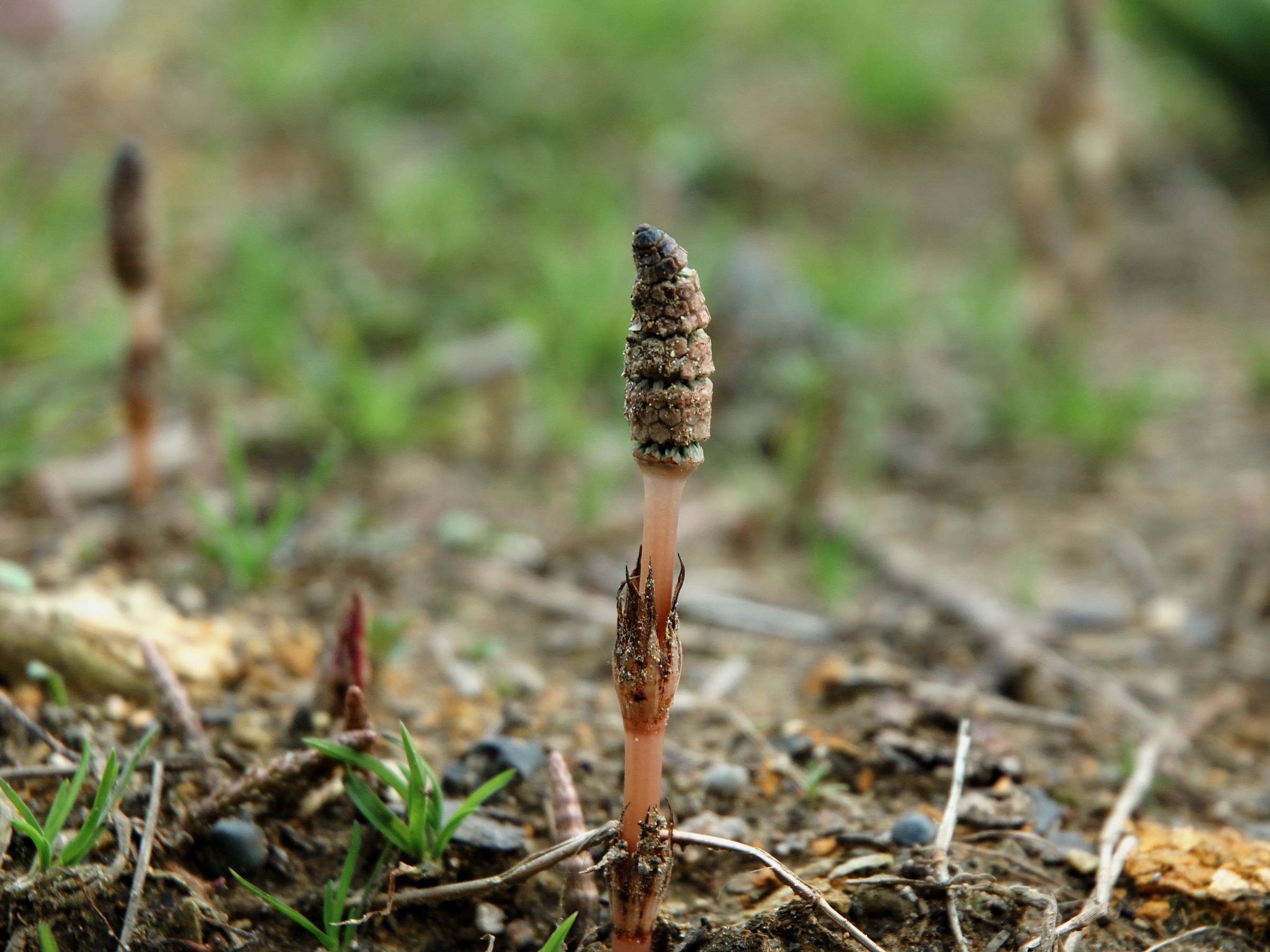
ذنب الخيل
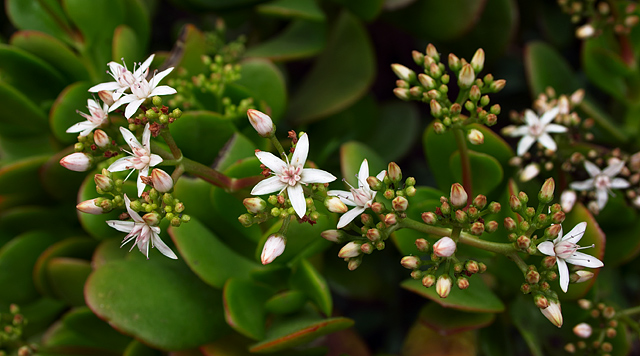
نباتات مزهرة
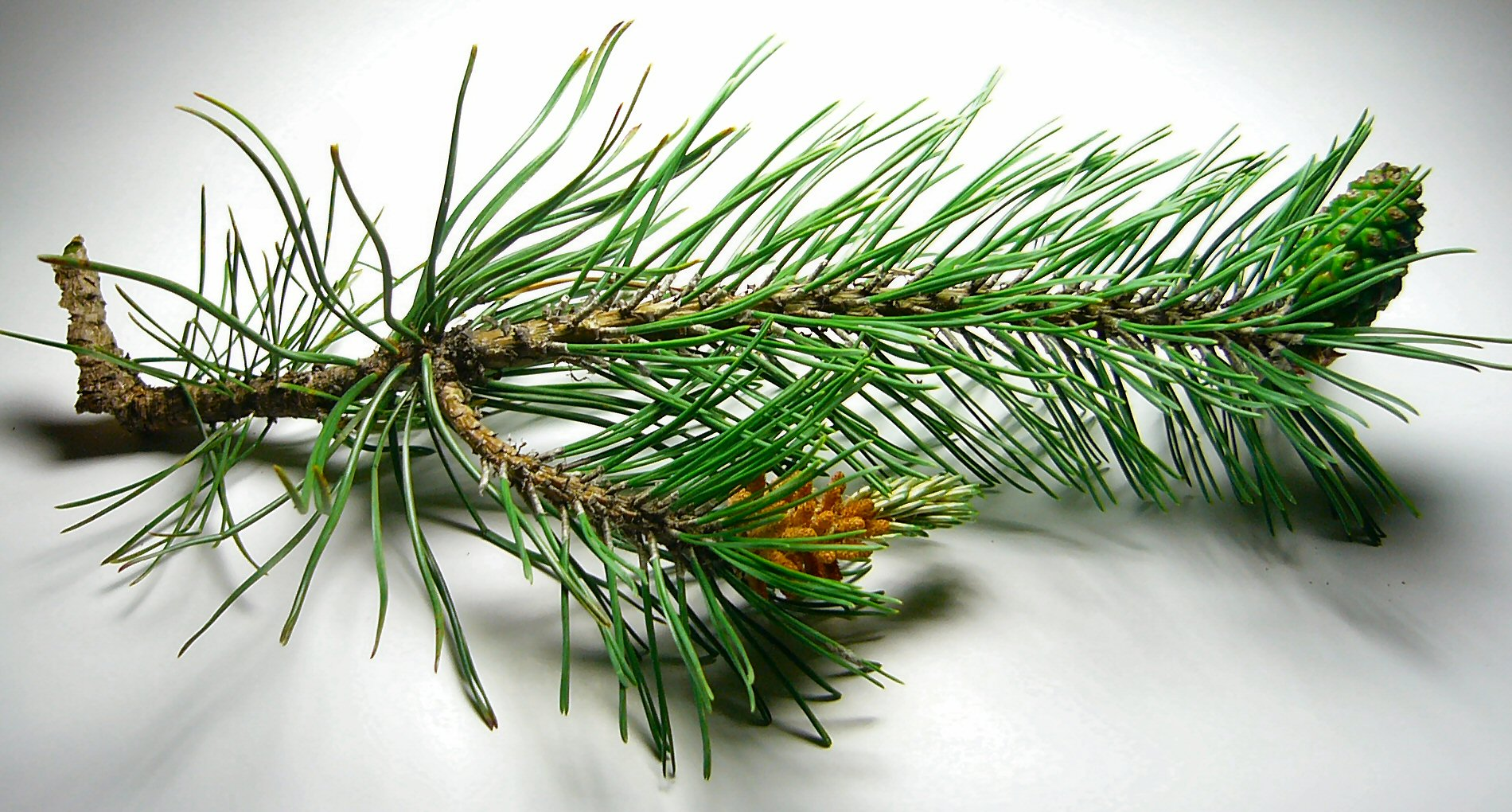
نباتات مخروطية
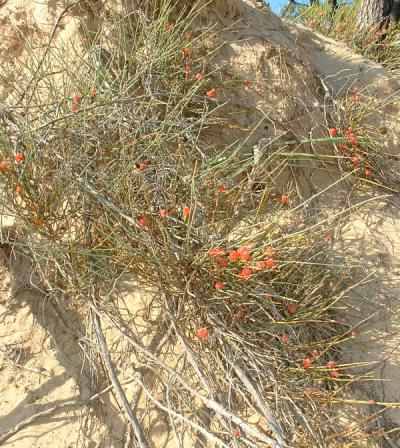
نباتات عارية البذور